# Eunotia ariengae
A Eunotia ariengae é uma espécie brasileira de alga microscópica, pertencente ao gênero Eunotia, do grupo das diatomáceas, à divisão heterokonthophyta e à classe bacillariophyceae. Foi descoberta em 2007 no norte do país.